# Gerhard Kroll (Politiker)
Gerhard Kroll (* 20. August 1910 in Breslau; † 10. November 1963 in Jerusalem) war ein deutscher Politiker der CSU und langjähriger Mitarbeiter der Organisation Gehlen und des Bundesnachrichtendienstes.

## Leben
Im Jahre 1945 war Kroll Mitbegründer der CSU in Bamberg. Die „Bamberger Denkschrift“ der CSU wurde 1946 von ihm mitverfasst. In den Jahren 1946 bis 1948 war Kroll Landrat im Landkreis Staffelstein. Von 1946 bis 1950 saß Kroll zugleich im Bayerischen Landtag. 1948/1949 war er Mitglied des Parlamentarischen Rates und setzte sich vehement, doch erfolglos für die Einführung des relativen Mehrheitswahlrechts ein. 1949 bis 1951 war Kroll Leiter des Instituts zur Erforschung des Nationalsozialismus (heute: Institut für Zeitgeschichte, München). Des Weiteren war er seit 1951 Herausgeber der Zeitschrift Neues Abendland, 1951 Mitbegründer der Abendländischen Aktion sowie der Abendländischen Akademie München-Eichstätt. Während dieser Zeit und bis an sein Lebensende war Kroll als „Sonderverbindung“ J-1836 unter dem Decknamen „Roll“ für die Organisation Gehlen und den daraus hervorgegangenen Bundesnachrichtendienst tätig.

## Publikationen
- Was ist der Staat? Schnell & Steiner, München 1950.
- Grundlagen der abendländischen Erneuerung. Das Manifest der Abendländischen Aktion. Neues Abendland, München 1951.